# Grandchamp (Alto Marne)
Grandchamp es una comuna francesa situada en el departamento de Alto Marne, en la región de Gran Este.

## Demografía
| 131 | 117 | 104 | 89 | 70 | 64 | 75 |
| Para los censos de 1962 a 1999 la población legal corresponde a la población sin duplicidades (Fuente: INSEE [Consultar]) |     |     |    |    |    |    |